# Ålandsdelegationen
Ålandsdelegationen är ett gemensamt organ för Finland och landskapet Åland. Den granskar Ålands landskapslagar, hanterar ekonomiska regleringar och ger utlåtanden i frågor som rör självstyrelselagstiftningen.

## Uppgifter
Ålandsdelegationen granskar de åländska landskapslagarna och lämnar utlåtanden till republikens president om huruvida lagarna strider mot rikets befogenheter. Delegationen fastställer även det årliga belopp statsmedel som tillförs Åland för att täcka kostnaderna för självstyrelsen.
Den fungerar som ett rådgivande organ och kan vid behov medla mellan Åland och riket vid tolkningstvister.

## Organisation
Delegationen består av Ålands landshövding samt två representanter vardera från Ålands landskapsregering och Finlands regering. Sekretariatet är placerat inom Statens ämbetsverk på Åland.